# 미국 내각

미국 연방 정부의 기

미국 내각(United States Cabinet)은 미국 연방 정부의 행정 각료 및 각료급 고관으로 구성되어 있는 행정부 조직이다.

## 각료 및 각료급 고관
| 부서                | 장관성명                | 임기 시작       |
| ------------------- | ----------------------- | --------------- |
| 미국 부통령         | J. D. 밴스              | 2025년 1월 20일 |
| 미국 국무부         | 마코 루비오             | 2025년 1월 21일 |
| 미국 재무부         | 스콧 베센트             | 2025년 1월 28일 |
| 미국 국방부         | 피트 헤그세스           | 2025년 1월 25일 |
| 미국 법무부         | 팸 본디                 | 2025년 2월 5일  |
| 미국 내무부         | 더그 버검               | 2025년 1월 31일 |
| 미국 농무부         | 브룩 롤린스             | 2025년 2월 13일 |
| 미국 상무부         | 하워드 러트닉           | 2025년 2월 19일 |
| 미국 노동부         | 로리 차베즈더리머       | 2025년 3월 11일 |
| 미국 보건복지부     | 로버트 F. 케네디 주니어 | 2025년 2월 13일 |
| 미국 주택도시개발부 | 스콧 터너               | 2025년 2월 5일  |
| 미국 교통부         | 숀 더피                 | 2025년 1월 28일 |
| 미국 에너지부       | 크리스 라이트           | 2025년 2월 4일  |
| 미국 교육부         | 린다 맥맨               | 2025년 3월 3일  |
| 미국 보훈부         | 더그 콜린스             | 2025년 2월 4일  |
| 미국 국토안보부     | 크리스티 놈             | 2025년 1월 25일 |

| 소속                   | 책임자          | 임기시작        |
| ---------------------- | --------------- | --------------- |
| 미국의 대통령 비서실장 | 수지 와일스     | 2025년 1월 20일 |
| 미국 무역대표부        | 제이미슨 그리어 | 2025년 2월 27일 |
| 미국 국가정보장실      | 털시 개버드     | 2025년 2월 12일 |
| 미국 관리예산실        | 러셀 보트       | 2025년 2월 7일  |
| 중앙정보국             | 존 랫클리프     | 2025년 1월 23일 |
| 미국 환경보호청        | 리 젤딘         | 2025년 1월 29일 |
| 미국 중소기업청        | 켈리 레플러     | 2025년 2월 20일 |

## 같이 보기
- 미국 연방 정부
  - 입법부
    - 미국 의회
      - 미국 상원
      - 미국 하원

  - 행정부
    - 미국 연방 행정각부
    - 미국 내각
    - 미국의 대통령

  - 사법부
    - 미국 연방 대법원
    - 미국 연방 항소법원
    - 미국 지방법원